# تعقیب خورشید (ترانه هیلاری داف)
«تعقیب خورشید» تک‌آهنگی از هنرمند اهل ایالات متحده آمریکا هیلاری داف است که در ۲۹ ژوئیه ۲۰۱۴ منتشر شد.